# Płaskowyż Calka

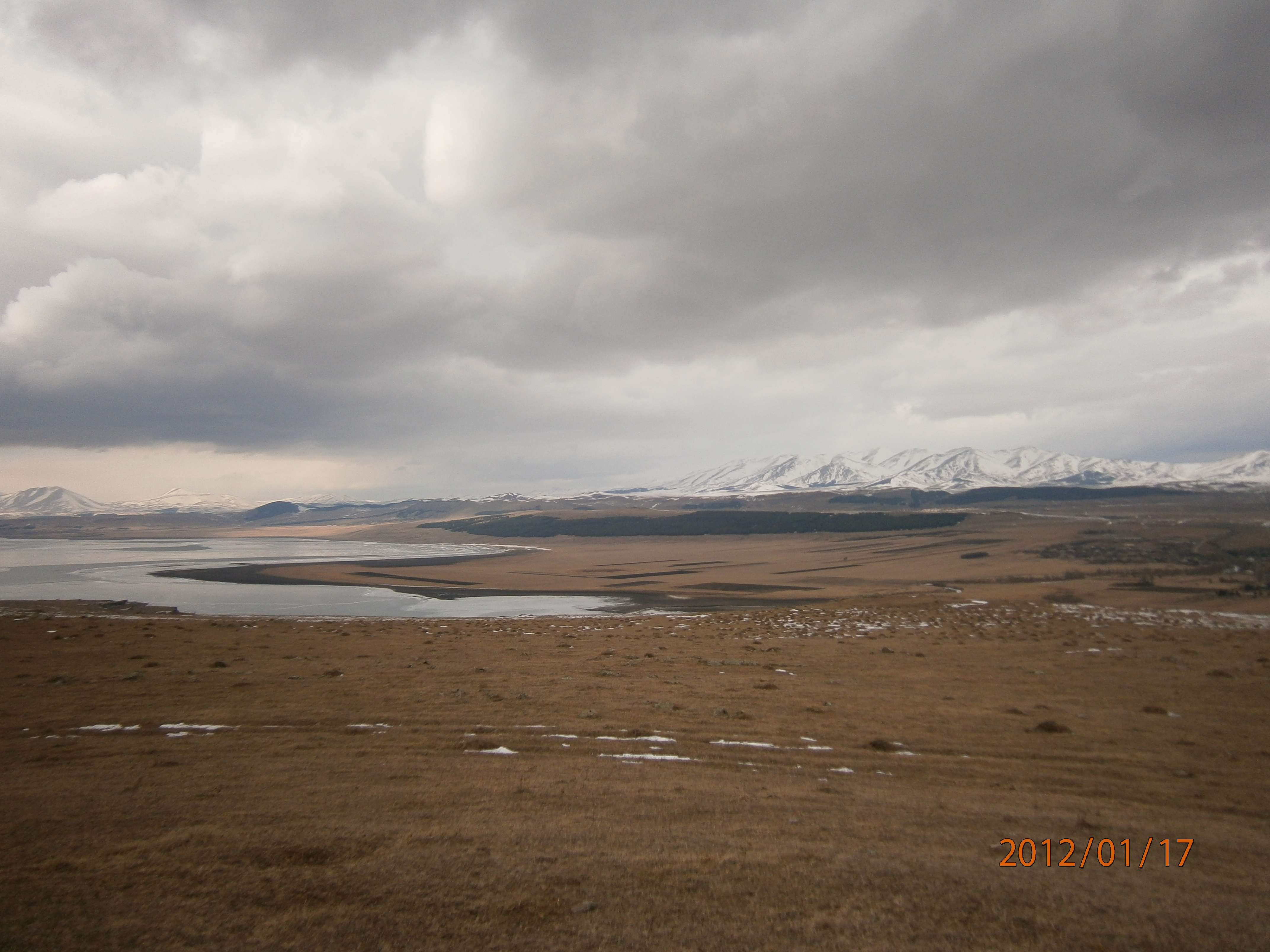
Widok na zbiornik Calka w centralnej części płaskowyżu

Płaskowyż Calka (gruz. წალკის ქვაბული) – płaskowyż wulkaniczny w środkowej Gruzji w górnym biegu rzeki Chrami. Znajduje się w większości na terenie gminy Calka i części gminy Bordżomi. Czasami uznawany za część płaskowyżu Dżawacheckiego. Wysokość płaskowyżu waha się pomiędzy 1500 a 1700 m n.p.m.
Od neolitu do około 1500 roku p.n.e. obszar ten był prawdopodobnie porośnięty lasami. Był on miejscem funkcjonowania kultury Trialeti. Pozostały po niej liczne kurhany, połączone kamiennymi groblami o wysokości nawet do 100 m.
Centralną część płaskowyżu zajmuje sztuczne jezioro Calka, o powierzchni 31-32 km² w porze deszczowej.